# Carel Coenraad Geertsema
Carel Coenraad Geertsema (Groningen, 9 juni 1843 – Wiesbaden, 19 oktober 1928) was een Nederlands liberaal politicus.

## Familie
Geertsema was een zoon van mr. Johan Herman Geertsema, die later minister van Binnenlandse Zaken zou worden, en Arendina Wichers. Hij studeerde rechten aan de Rijksuniversiteit Groningen (1862-1867). In 1867 studeerde hij af in Romeins- en hedendaags recht. Tijdens zijn studentenperiode is hij lid geweest van de senaat van de Groningse studentenvereniging Vindicat atque Polit. 
In 1868 trouwde Geertsema met jonkvrouw Aleida Sibilla Sara Quintus (1841-1919), dochter van Eerste Kamerlid jhr. mr. Johan Wichers Quintus. Samen kregen ze een zoon en een dochter. 

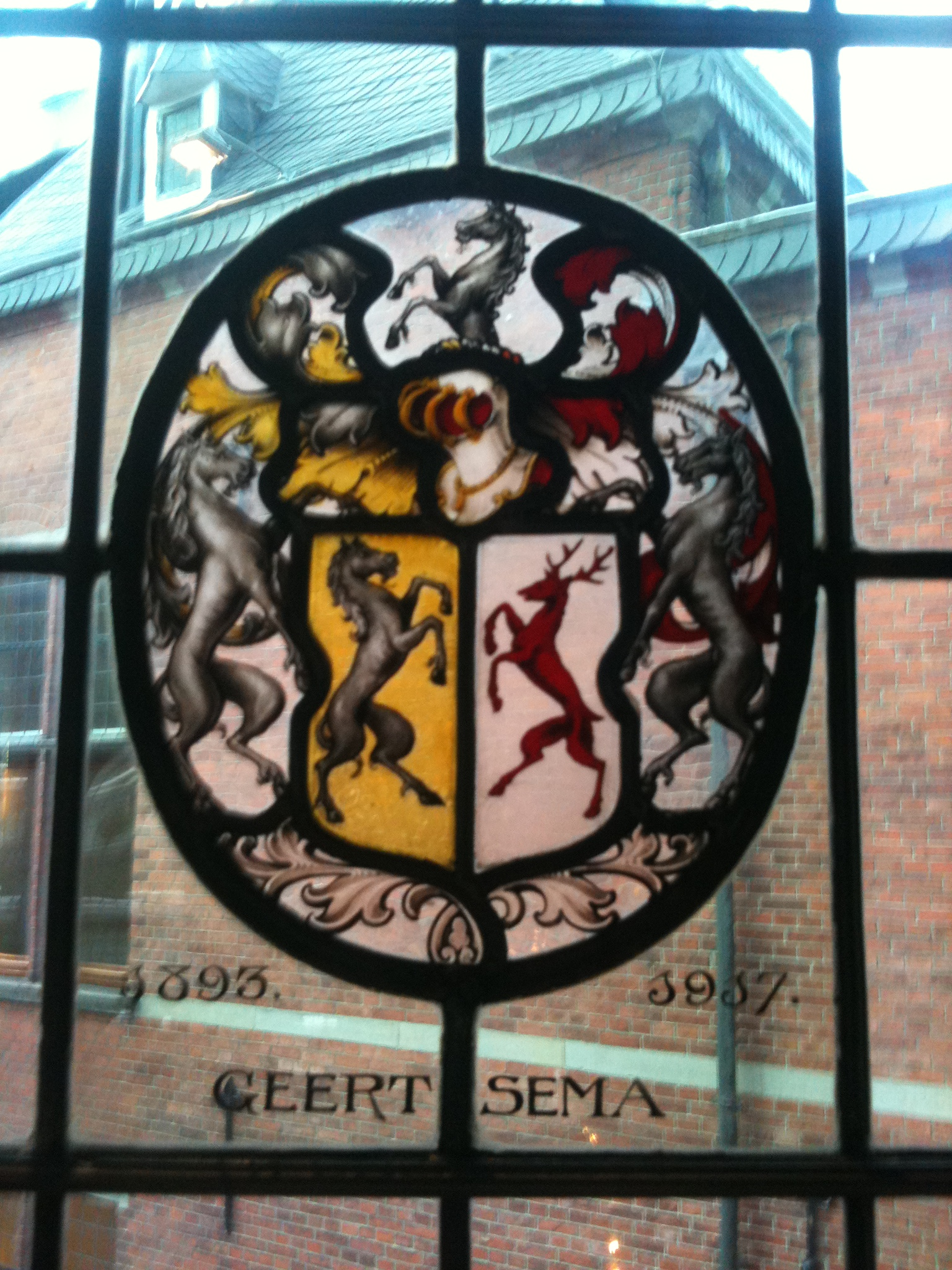
Familiewapen Geertsema, gefotografeerd in het Provinciehuis in Groningen

## Loopbaan
Geertsema vestigde zich na zijn studie als advocaat in de stad. Hij had diverse maatschappelijke functies, zo is hij bestuurder geweest van het Instituut voor doofstommen (Guyot instituut) en beheerder van het Rode of Burgerweeshuis in Groningen. In 1876 richtte Geertsema samen met jonkheer Rhijnvis Feith (jurist) de bankiersfirma 'Geertsema Feith en Co' op. Deze bankiersfirma was voornamelijk betrokken bij de financiering van de graanhandel in de provincie Groningen. Deze onderneming zorgde voor een goede inkomstenbron. In de laatste twee decennia van de negentiende eeuw behoorden Geertsema en Feith tot de rijkste inwoners van de stad.
Geertsema werd in december 1892 benoemd tot commissaris van de Koningin in Groningen en in 1893 geïnstalleerd. Tijdens deze periode heeft hij zich nadrukkelijk ingezet voor het verbeteren van de infrastructuur, het ordenen van waterschappen en een aanzet tot een goede elektriciteitsvoorziening in de stad Groningen.  
Daarnaast heeft Geertsema zich altijd nadrukkelijk ingezet voor de belangen van de Rijksuniversiteit Groningen (RUG). Van 1894 tot 1904 is Geertsema lid geweest van de raad van curatoren aan de RUG. Van 1904 tot aan zijn dood in 1928 was hij president-curator aan de RUG. Onder zijn leiding werd de universiteit gemoderniseerd met nieuwe laboratoria. Geertsema heeft ook veel betekend voor de bouw van het nieuwe Algemeen Provinciaal-, Stads-, en Academisch Ziekenhuis (het huidige Universitair Medisch Centrum Groningen) in 1903.
Na zijn pensionering in 1917 werd hij lid van de Eerste Kamer (tot 1922), hij hield zich hier met name bezig met binnenlandse zaken.
Geertsema ontving een tweetal koninklijke onderscheidingen, hij was Commandeur in de Orde van de Nederlandse Leeuw en Grootofficier in de Orde van Oranje-Nassau. In het kader van een werkverschaffingsproject werd in 1924 bij Finsterwolde een nieuwe polder aangelegd, die naar hem werd vernoemd en de naam Carel Coenraadpolder kreeg.

## Publicaties
Naast zijn werkzaamheden heeft Geertsema een drietal boeken gepubliceerd:
- De Zijlvestenijen in de Groninger Ommelanden (1879)
- Provinciale Financiën (1902)
- De zeeweringen, waterschappen en polders in de provincie Groningen (1898 / 1910)

Voor het laatst genoemde werk kreeg Geertsema in 1914 een eredoctoraat staatswetenschappen uitgereikt door de Groninger universiteit.

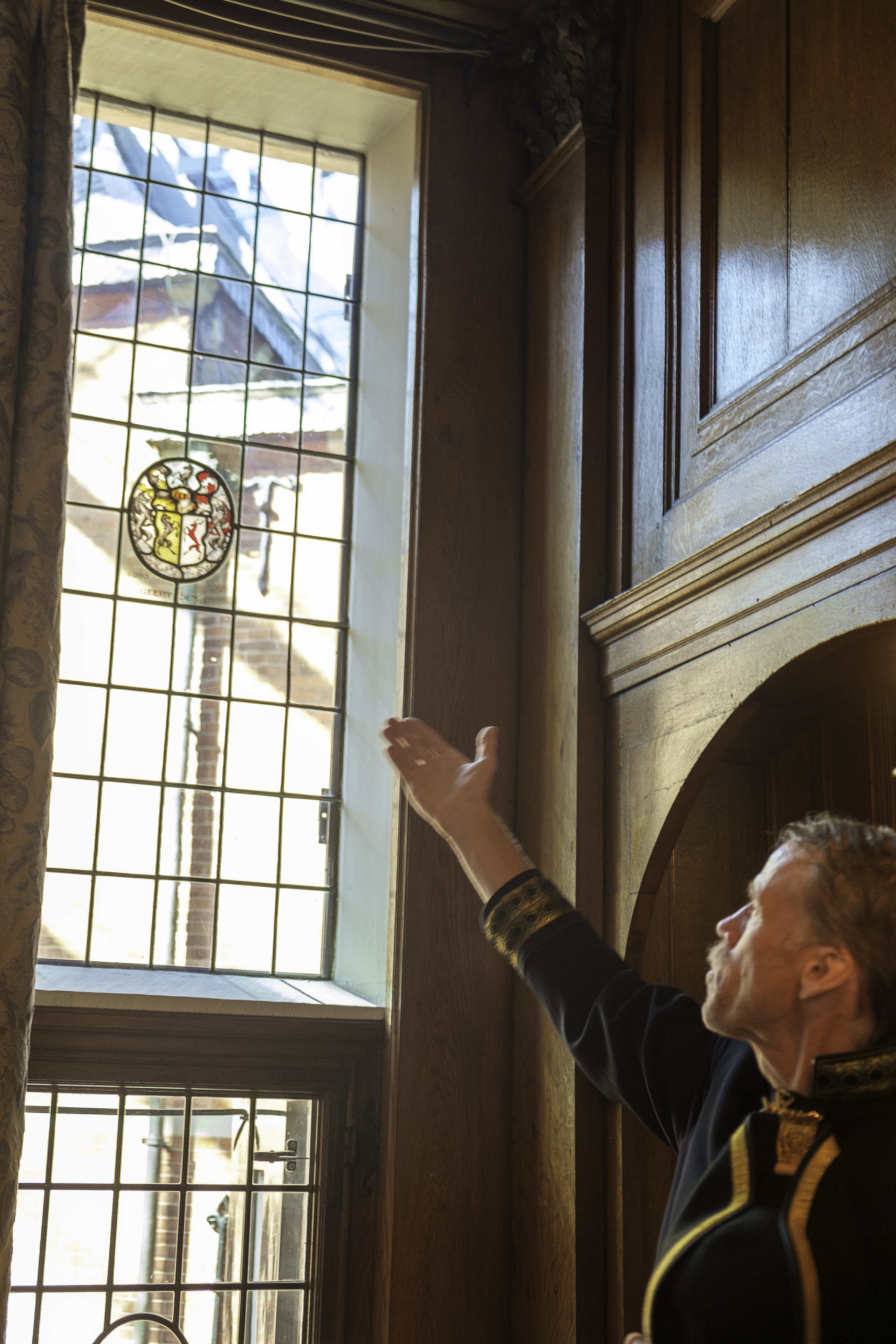
Beno Hofman verkleed als Carel Coenraad Geertsema bij zijn wapen in het provinciehuis van Groningen tijdens Monumentendag 2016. Geertsema was een drijvende kracht achter de plaatsing van deze wapens van Commissarissen van de Koningin van Groningen in het provinciehuis.

- Biografisch Portaal: 00656317
- Digitale Bibliotheek voor de Nederlandse Letteren: geer034
- Gemeinsame Normdatei: 1013268482
- International Standard Name Identifier: 0000 0001 2328 9327
- Nederlandse Thesaurus van Auteursnamen: 072566655
- Parlement.com: vg09ll0xmqzm
- Virtual International Authority File: 173005471
- WorldCat: E39PBJrWxvkpQRcYhmd9tjWRrq